# Le Châtelard (Savoie)
Le Châtelard település Franciaországban, Savoie megyében. Lakosainak száma 662 fő (2022. január 1.). Le Châtelard Aillon-le-Vieux, Bellecombe-en-Bauges, La Compôte, Doucy-en-Bauges, Lescheraines és La Motte-en-Bauges községekkel határos.

## Népesség
A település népességének változása:
| Lakosok száma | 660  | 671  | 715  | 670  | 669  | 668  | 661  | 659  | 662  |
|               | 2013 | 2015 | 2016 | 2017 | 2018 | 2019 | 2020 | 2021 | 2022 |